# 慈魮
慈魮（学名：Barbus amanpoae）為輻鰭魚綱鯉形目鯉科的其中一個種。該物種於1961年由Jacques G. Lambert描述，分布於非洲剛果民主共和國偉萊河及Amanpoa河流域，體長可達4公分。

## 扩展阅读
維基物種上的相關：慈魮